# Европа (класс гоночных яхт)
Европа (англ. Europe) — швертбот, гоночная яхта-монотип олимпийского класса. Управляется одним человеком.

## История класса
Класс входил в программу Олимпийских игр с 1992 по 2004 год, позиционировался как женский. С 2008 года класс “Европа” для одиночек был заменен на модификацию стандартного “Лазера” – “Лазер Радиал”.
Чемпионами России в этом классе были Анастасия Чернова и Анна Басалкина.